# Боготольський
Боготольський (рос. Боготольский) — селище у Чулимському районі Новосибірської області Російської Федерації.
Входить до складу муніципального утворення Чикманська сільрада. Населення становить 9 осіб (2010).

## Історія
Згідно із законом від 2 червня 2004 року органом місцевого самоврядування є Чикманська сільрада.

## Населення
| 2002 | 2007 | 2010 |
| ---- | ---- | ---- |
| 10   | →10  | ↘9   |